# Benno Presents Volume 3
Benno Presents Volume 3 är en EP av Fint Tillsammans, utgiven 1999 på skivbolaget Benno. Skivan utgavs som en 10"-vinyl.

## Låtlista
Sida A
1. "Folk i farten"
2. "I solen"
3. "Skottland"
4. "Jag trodde jag såg dig"
5. "En aha-upplevelse"

Sida B
1. "I lagens namn"
2. "Stanna hemma"